# Trivandrum (stad)
Trivandrum (officiële naam: Thiruvananthapuram, (Malayalam: തിരുവനന്തപുരം Tiruvanŭntapuraṁ)) is de hoofdstad van de Indiase deelstaat Kerala. De stad is gelegen in het (gelijknamige) district Trivandrum en heeft 744.739 inwoners (2001).
De in het zuiden van de staat gelegen stad heeft een internationaal vliegveld op bijna 4 km van het stadscentrum, nabij de Arabische Zee. 

## Bezienswaardigheden
- Padmanabhaswamy tempel, hindoeïstische tempel
- Kowdiar paleis
- Kuthiramalika paleis
- Napier Museum
- Natural History Museum
- Kerala Science and Technology Museum
- Thiruvananthapuram Zoo

De internationaal bekende stranden van Kovalam liggen op zo'n 16 km ten zuidoosten van Trivandrum.

## Media
Venad Pathrika is een Malayalam-avondkrant, sinds 1989 gedrukt en uitgegeven in Thiruvananthapuram.

## Bekende inwoners van Trivandrum/Thiruvananthapuram

### Geboren
- Bhaskar Menon (1934-2021), directeur muziekmaatschappij EMI
- Shobana (1970), actrice en Bharata natyam-danseres

### Woonachtig (geweest)
- Shashi Tharoor (1956), auteur en politicus

## Extene link
- (en) (ml)  Website van het district Trivandrum

Hoofdsteden van deelstaten: Agartala · Aizawl · Amaravati · Bangalore · Bhopal · Bhubaneswar · Calcutta · Chandigarh · Chennai · Dehradun · Dharamsala · Dispur · Gairsain · Gandhinagar · Gangtok · Haiderabad · Imphal · Itanagar · Jaipur · Kohima · Lucknow · Mumbai · Nagpur · Panaji · Patna · Raipur · Ranchi · Shillong · Shimla · Trivandrum
Hoofdsteden van territoria: Chandigarh · Daman · Jammu · Kargil · Kavaratti · Leh · New Delhi · Port Blair · Puducherry · Srinagar